# Jan Theunissen (onderwijspionier)
Johannes Martinus (Jan) Theunissen (Eijsden, 21 oktober 1916 – 3 maart 1998) was een Nederlands priester, advocaat en onderwijspionier in Suriname, en rechter in Nederland.

## Biografie

### Priester bij de Redemptoristen
Jan Theunissen werd in zuidelijk Zuid-Limburg geboren als zoon van een boomkweker. Hij volgde het gymnasium en studeerde daarna voor priester. Op 12 augustus 1941 werd hij in het redemptoristenklooster van Wittem (Zuid-Limburg) tot priester gewijd en op 17 augustus 1941 droeg hij zijn eerste mis op in Breust nabij zijn geboortedorp.

### Suriname
Na de Tweede Wereldoorlog besloot hij zijn blik te verruimen. Hij vertrok eerst naar Amerika en ging vervolgens door naar Suriname. Hij werkte onder meer voor het Welvaartsfonds. Naast zijn werk begon hij aan een studie voor advocaat, in Suriname toen nog praktizijn genoemd. Medestudenten in zijn tijd waren Johan Adolf Pengel en Maurits de Miranda die later uitgroeiden tot respectievelijk premier en rechter.
Toen hij zijn geliefde Paula Narain ontmoette, trad hij uit het priesterambt. Ze trouwden en kregen twee zoons en een dochter. In de jaren 1950 en 1960 had hij zijn eigen advocatenkantoor aan de Noorderkerkstraat, aan de rechterkant van waar zich later het verzekeringsbedrijf Fatum vestigde. Hij kreeg opdrachten van veel grote Surinaamse bedrijven. Daarnaast was hij een tijdlang lid van de Rekenkamer. Hij ging graag op jacht en volgens mondelinge hervertellingen zou hij zijn jachtvriend hebben beschermd door een naderende tijger dood te schieten.

### OprichtingVrije H.B.S.
Nog voor zijn oudste zoon van de lagere school kwam, keken hij en zijn vrouw naar de mogelijkheden voor vervolgonderwijs. Met in het achterhoofd dat ze later moesten kunnen studeren in Nederland, bleken de scholen onvoldoende aan te sluiten. Na overleg met vrienden in het juridische en bedrijfsleven bleek dat er voldoende animo was om hier speciaal een school voor op te richten. Er waren toevallige contacten met de hbs in Appingedam. In Nederland, waarmee de lessen afgestemd werden zodat kinderen in Suriname in Appingedam rechtstreeks konden overstappen.
De start werd gemaakt op 12 december 1962. Zelf werd Theunissen de eerste voorzitter van deze Vrije H.B.S. Een ander bestuurslid was de rechter Oscar Abendanon. Het kapitaal van de school steeg met de jaren en aan de Commewijnestraat in Zorg en Hoop werd een vrijgekomen huis gekocht dat als schoolgebouw dienst deed. Zelfs de keuken werd gebruikt als leslokaal. Na elk schooljaar kwam er een klas bij. In 1967 slaagden de eerste drie leerlingen, waaronder zijn oudste zoon.
De behaalde resultaten waren zodanig goed, dat het Nederlands Academisch Statuut de Vrije H.B.S. erkende als een volwaardige hbs naar Nederlandse maatstaven. De naam van de school werd in 1972 gewijzigd naar het Vrije Atheneum. In dat jaar werd de wiskundedocent Athur Hoogendoorn de directeur van de school, tot zijn dood in 1997. In het schooljaar 1998/'99 werd de naam ter ere van hem hernoemd naar Arthur A. Hoogendoorn Atheneum. De school groeide uit van zes leerlingen in 1962 naar ongeveer vierhonderd in 2020.

### Rechter in Nederland
In 1970 ging hij met zijn vrouw en kinderen naar Nederland, waar al zijn drie kinderen met hun Surinaamse hbs-diploma werden toegelaten tot de Rijksuniversiteit Groningen. Omdat zijn eigen Surinaamse diploma in Nederland niet erkend werd, begon hij zelf met een studie Nederlands recht. In vijftien maanden tijd wist hij te slagen als meester in de rechten. Direct hierna werd hij benoemd tot rechter bij de Arrondissementsrechtbank in Assen. Later werd hem de functie van raadsheer bij het Gerechtshof van Arnhem aangeboden, maar hij sloeg het aanbod af vanwege de belofte aan zijn vrouw om na zijn pensioen terug te keren naar Suriname.

### Pensioen in Suriname
Hun terugkeer medio 1982 was ten tijde van het militaire regime in Suriname. Hij werd snel weer gevraagd voor juridische adviezen en na de Decembermoorden van hetzelfde jaar besloot hij zijn advocatenpraktijk weer te hervatten. Hij bleef actief tot kort voor zijn overlijden. Hij keerde toen terug naar Nederland, waar hij op 81-jarige leeftijd overleed.

## Postume eer
Op 2 april 2003 kwam er postuum eer met de onthulling van zijn plaquette bij de school, gemaakt door de kunstenaar Erwin de Vries. Het gedenkteken bevat een bas-reliëf van brons met zijn beeltenis en een inscriptie.